# در موقعیت تئاتر و سینما
«در موقعیت تئاتر و سینما» نامی است که سخنرانیِ سی‌دقیقه‌ایِ بهرام بیضایی در شبِ سوّمِ شبهای نویسندگان و شاعران ایران به تاریخِ چهارشنبه ۲۰ مهرِ ۱۳۵۶ بِدان نامور است. به تخمینِ یک گزارشِ ساواک کمابیش هشت‌هزار شنونده در این شبِ بارانی حاضر بودند. متن و صدای این سخنرانی سپس‌تر بارها منتشر شد و از مهم‌ترین گفتارها دربارهٔ آزادیِ بیان و سانسورِ اجتماعی (یا «غیرمستقیم»)، مخصوصاً در ایران، گشت.
بعضِ مورّخان و محقّقان این سخنرانی را میانِ سخنرانی‌های شب‌های دهگانهٔ شعرِ گوتهٔ سالِ ۱۳۵۶ از لحاظِ معنی استثنایی دانسته‌اند.

## موضوع
نوشتهٔ آماده‌ای نبود. به شادروان به‌آذین گفتم می‌خواهم دربارهٔ فشار بر نمایش چیزی بگویم و به ویژه چشم‌انداز بستهٔ نمایش شهرستان‌ها. امّا با پرخاش‌های تندی که بر کارگاه نمایش و تئاترهای جشن هنر در سخنرانی‌ها شد، دیدم در واقع می‌گویند چرا فشار بر نمایش کم است و چرا حکومت سانسورهای خواستهٔ ما را اعمال نمی‌کند! همان‌جا از خودم پرسیدم آیا ما از آزادی دفاع می‌کنیم یا آزادی می‌خواهیم برای سانسور دیگران؟

بیضایی، ۱۳۹۵

پوسترِ شبهای نویسندگان و شاعران ایران، مهرِ ۱۳۵۶، کارِ بزرگ خضرایی

بیضایی یگانه سخنران از اصحابِ «موج نوی سینمای ایران» در شب‌های شعرِ گوتهٔ ۱۳۵۶ بود. با این که بیشترِ نطق‌ها و شعرهای اعضای کانونِ نویسندگانِ ایران در این ده شب علیهِ سانسورِ حکومتی بود، بیضایی و چند سخنرانِ دیگر از مسائلِ دیگری نیز سخن گفتند. ضمنِ «اشاره‌های مستقیم به «دستگاه نظارتِ» دولتی» و شرحِ «اثرات سوء ممیزی و تفتیش»، بیضایی، با اشاره به «فرهنگ محدودکننده روشن‌فکران»، به نکوهشِ «نویسندگان و روشنفکرانی که دگراندیشی را محکوم می‌کردند» پرداخت. هادی ابراهیمی دو نیروی سانسورچی، غیر از حکومت، را که بیضایی معترضشان است چنین بازشناخته: «سانسوری که روشنفکر بر روشنفکر روامی‌دارد» و «افکار عمومی» همچون «سدی . . . در برابر تحول ایده‌ها و اندیشه‌های مترقی».
بیضایی به ریشه‌های اجتماعی و مردمیِ سانسور پرداخت و از کارِ هنرمند گفت؛ که در نتیجهٔ فشارها هنر «گره‌دار» و «کمپلکسه» می‌شود؛ که سزا نیست هنرمند پیروی گروه باشد، بلکه او «احتمالاً قراره نیازهایی رو بگه که جمع نمی‌دونه بهش احتیاج داره.» و چنین به پایان برد که اگر بناست دستگاه دولتی هم از آزادی سخن بگوید و «ما» هم، «من یک‌کمی راجع به این آزادی، مشکوکم.»
به داوریِ محمّدحسین خسروپناه بیضایی به «معضلی» پرداخت که «تا آن زمان چندان مورد توجه قرار نگرفته بود یا اگر هم گرفته بود به صراحت بیان نشده بود.»

## اجرای ارتجالی
هوشنگ گلشیری، که مُجریِ جلسه است، پس از سخنرانیِ شمس آل احمد بیضایی را فرامی‌خواند، جمعیت کف می‌زند، و او پشتِ میکروفون سخن را با یادِ «پروژه‌های ناتمام» ِ خود و همکارانش آغاز می‌کند. بیضایی این گفتار را به این صورت ننوشته بود، بلکه به‌طورِ ارتجالی سخن راند؛ و، با این همه، «یکی از متین‌ترین و محقّقانه‌ترین سخنرانی‌های ده شب را ایراد کرد»، چنان‌که محقّقِ دیگری، که باقر مؤمنی بوده باشد، در سخنرانیِ خود در شبِ پنجم بدو ارجاع داد، گفته‌اش را تفسیر کرد و ازش در تشریح و توضیح و گزارشِ اوضاعِ مطبوعات استفاده کرد. متن و صدای گفتارِ بیضایی، چنان‌که سخنرانی‌ها و شعرخوانی‌های دیگرِ این ده شب نیز، سپس‌تر منتشر شد.
بیضایی این سخنرانیِ نیم‌ساعته را چنین به پایان برد:
| « | . . . احتمالاً ما هم از نویسنده نمی‌خواهیم که واقعیت را بگه. ما هم علاقمندیم که نویسنده آنچه را که مصلحته بگه، منتها مصلحت ما البته فرق می‌کنه. به این ترتیب ما هم به نوعی نویسنده را تعیین می‌کنیم. این هر دو نادرسته. این چه دستگاه و دولت و دستگاه نظارت تعیین می‌کنه و آنچه که ما به عنوان عکس‌العمل تعیین می‌کنیم. درست این نیست که ما بخواهیم که نویسنده آنچه را که ما می‌خوایم بگه، درست اونه که بگذاریم نویسنده آن طور که فکر می‌کنه بگه. و ما هم خودمون شخصاً فضایی به وجود میآریم که توش بتونیم آن چه رو که فکر می‌کنیم بگیم. احتمالاً فکرهایی که در زمینه با هم مساوی‌اند، یکی‌اند ولی طرز بیان، استقلال فکر یا احتمالاً جلوتر بودن یا بینش شخصی درش فرق کنه. شما نخواهید که یک هنرمند در پشت سر گروه و قافله بیاد. اون احتمالاً قراره که جلو بره. اون احتمالاً قراره نیازهایی رو بگه که جمع نمی‌دونه بهش احتیاج داره. احتمالاً این درست نیست که ما بخواهیم که یک نویسنده اون چیزی رو بگه که ما می‌خواستیم. اون کافی نیست. نویسنده باید یک چیزی بیشتر از اون رو بگه که ما می‌خواستیم. اون باید یه چیزهایی رو بگه که ما نمی‌دونیم می‌خوایم. خب، در این صورت من فکر می‌کنم که به این نوع طرز فکر متعلّقم. فکر می‌کنم اگر این شستشو می‌بایست در فضا اتّفاق بیفته یک مقدار هم باید در ما اتّفاق بیفته. ما باید این احساس رو بکنیم که کلمات، معیارها، اصطلاحاتی که به کار می‌بریم به خصوص کمی فرسوده شدند از وقتی همه به کار بردن. کلمه‌ای که از دستگاه دولتی تا روشنفکر معاصر همه به کار می‌برند به من حق بدید که نسبت به اون کلمه‌ها یک‌کمی مشکوک باشم. اگر قرار است که دستگاه‌های دولتی هم مسئولیت بگه و ما هم بگیم، من یک‌کمی به اون مسئولیت مشکوکم. اگر قراره که او هم راجع به آزادی صحبت بکنه و ما هم، من یک‌کمی راجع به این آزادی، مشکوکم. متشکّرم. | » |

## پس از سخنرانی
. . . هشدار تکان‌دهنده‌ی او در تپش تبدار سخنرانان و مخاطبان آن «شب‌ها» و شب‌ها و شب‌های دیگر تحلیل رفت، و در صحنه‌ی جنگِ خیر و شرّ، «مردم» . . . ماندند و حاکمیت شاه.

ملیحه تیره‌گل
فردای سخنرانی، یعنی در نیمروزِ ۲۱ مهرِ ۱۳۵۶، بیضایی همراهِ شمس آل احمد در جلسه‌ای کوتاه در انستیتو گوته شرکت کرد و، چنان‌که یک گزارشِ ساواک آورده، از کاستیِ شعورِ سیاسی و اجتماعیِ طبقاتِ کارگر و کشاورزِ ایران و وابستگیِ حکومتیِ نهادهای هنری سخن گفت.
سالِ بعد، یعنی در ۱۳۵۷، بیضایی – که نخستین کسی بود که «بیانیهٔ دربارهٔ کنگرهٔ نویسندگان» (۱۳۴۶) را امضا کرد و یکی از نُه نویسنده‌ای شد که هیئتِ مؤسّسِ چهل‌ونه‌نفرهٔ کانونِ نویسندگانِ ایران را گردآوردند تا کانون تشکیل شود – از کانونِ نویسندگان کناره‌گرفت.

### انتشار
این سخنرانی بارها به صورت‌های گوناگون به‌طورِ رسمی و غیررسمی منتشر شده است. مهم‌ترین بارها:

#### صدا
این سخنرانی – که سی دقیقه بوده است – ضبطِ صوتی شده و صدایش روی نوارِ کاست و در اینترنت منتشر شده است.

#### متن

روی جلدِ کتابِ ده شب، انتشاراتِ امیر کبیر، ۱۳۵۷

متن ویراستهٔ سخنرانی در سالِ ۱۳۵۷ در کتابِ ده شب (ناصر مؤذّن) منتشر شد. این متن با سخنانِ بیضایی «تفاوت‌های جدی دارد.» در این متن اشارت‌هایی هست به متن‌هایی پیشین؛ از جمله آنجا که گوید «. . . هر صنفی می‌تواند جلوی کار شما را با شکایتی یا گله‌ای بگیرد، البته غیر از جاهلها و فواحش که صنفی ندارند»، چنین می‌نماید که اشارتی باشد به گفته‌های امان منطقی که در تابستانِ ۱۳۵۴ در مجلّهٔ فرهنگ و زندگی منتشر شد: «در کار سینما ما به هیچ عنوان، به هیچ فردی که وابسته به دستگاهی باشد نمی‌توانیم بپردازیم، یعنی زندگی واقعی او را نشان بدهیم. زندگی واقعی یک معلم، یک افسر، یک کارگر، حتی کسانی که در یکی از سندیکاهای مقتدر عضو هستند. بنا بر این تنها صنفی که صنف نیست و سندیکا ندارد، فواحش و جاهل‌ها هستند، کسانی که مدّعی برای آنها نیست و برای همین بیشتر فیلم‌ها دربارهٔ این مردم است.» شاید هم برگرفته باشد از این سخنِ همانندِ عبّاس شباویز در همایشِ حزبِ رستاخیز در بهارِ ۱۳۵۶: «نتیجهٔ این ممیزی‌ها فقط این است که اجباراً فیلمسازان ایرانی فقط از قصه‌های روسپیان و کلاه‌مخملی‌ها فیلم می‌سازند.» بعدها دیگرانی هم چیزی از این سخن را تکرار کرده‌اند. پاره‌هایی از سخنِ بیضایی دربارهٔ تأثیرِ سانسور بر صورتِ هنر نیز پیش‌تر، مثلاً در سخنرانیِ ۱۳۴۸ جعفر والی در دانشگاهِ پهلوی سابقه داشت.
همین متن در سالِ ۱۳۹۲ در کتابِ بازخوانی ده شب (به کوششِ ماندانا زندیان) آمد.
متنِ دقیقِ سخنرانی، که از روی نسخهٔ صوتی پیاده شده، در سالِ ۱۳۹۶ با عنوانِ «سخنرانی بهرام بیضایی» در کتابِ شب‌های نویسندگان و شاعران ایران: انستیتو گوته − تهران ۲۷–۱۸ مهر ۱۳۵۶ (محمّدحسین خسروپناه) چاپ شد.
چاپ‌های دیگر:
- «در موقعیت تئاتر و سینما». نمایش (۲۳۸): ۹۷–۹۹. ۱۳۹۸.

### در نظرِ دیگران
ماندانا زندیان بر این باور بوده که سخنرانیِ بیضایی یگانه سخنرانیِ این ده شب است که بر سانسورِ حکومتی متمرکز نشده است. شبنم آذر نیز بر همین معنی تأکید دارد: «بهرام بیضایی در آن شب‌ها شاید تنها کسی بود که وقتی از سانسور حاکمیت حرف زد از محدودیت‌هایی که عرف هم ایجاد می‌کند سخن گفت.» ملیحه تیره‌گل نیز این گفتار را، به این خاطر که اعتراضی بوده به «ریشه‌ی فرهنگی‌ی فاجعه» که همانا «ذهنیت فرهنگی مردم» باشد، «یک استثناء» می‌دانست. علی بزرگیان این سخنرانی را از لحاظِ ناهمانندی و ناهماهنگی با گفتارهای دیگرِ این ده شب «شاید بهترین ترسیم‌کننده‌ی چهره‌ی بهرام بیضایی روشنفکر در یکی از فرازهای عصر روشنفکران» گفته و سیامک مهاجری نیز آنچه را بیضایی در این گفتار نگران است «آزادی خودآیین» نامیده است. مهرداد حجّتی سال‌ها بعد سخنرانیِ بیضایی را پیش‌بینیِ افتادنِ «شعله‌های انقلاب» به دامنِ «روشنفکران» شناخت.
نعمت آزرم مصداقِ اشارهٔ بیضایی را سعید سلطان‌پور می‌دانسته که چند سال پیش‌تر برای نمایشِ سُلطان مارِ بیضایی در مشهد گرفتاری پیش‌آورده بود. سعید طلاجوی نیز موافق بوده که علّتِ انتقادِ بیضایی از سانسورِ غیرحکومتی رفتارِ مخلِّ همتایانِ سلطان‌پور بوده است. اسماعیل خویی هم رأیِ بیضایی را دربارهٔ همدستیِ اندیشه‌وران با سانسور تأیید کرده؛ ولی بر این باور بوده است که تأکیدِ اصلیِ بیضایی جای دیگر است: «آنچه بهرام جان بیضایی بر آن تکیه دارد، و به گمان من هم حق با اوست، همنوا شدن روشنفکران با برخی جنبه‌های عوامانهٔ زندگانی مردمان است».
محمّدعلی سپانلو اهمیتِ سخنِ بیضایی در میانِ گفته‌های سخنرانانِ دیگرِ این ده شب را از آن می‌داند که «بر خلاف بعضی از سخنگویان که عقیده‌ای سوای اکثریت جمعیت داشتند لکن به احترام یا ملاحظهٔ آنان می‌کوشیدند از کنار قضایا بگذرند، این یکی مستقیماً به قلب موضوع می‌زند، یعنی آشکارا از خود شنوندگان انتقاد می‌کند. اگر این سخنرانی نبود، امروزه پس از گذشت سال‌ها، به نظر می‌آمد که هیچ‌کس از تعبّداتی که جمعیت بر سخنران‌ها تحمیل کرد، ناراضی نبوده است.»

## در فرهنگِ عامّه
در سریالِ تاسیان (۱۴۰۳) بیضایی به تصویر درآمده در حالِ این سخنرانی.

### توضیحات
1. ↑  این مطلب را دیگرانی هم در آستانهٔ انقلابِ ۱۳۵۷ گفته‌اند؛ مثلاً شخصیتی در رمانِ شب هول (۱۳۵۷؛ ص. ۶۱) هرمز شهدادی.
2. ↑  این معنی تا سال‌ها هم تا حدّ زیادی مغفول بود، چنان که مثلاً نزدیکِ سی سال بعد محمّدعلی موحّد (در دفاع از ابراهیم گلستان) مجبور شد توضیح دهد که «سانسور . . . که فقط سانسور دولتی نیست.» («باید دوباره بیندیشم». نگاه نو (۶۷). آبان ۱۳۸۴.)
3. ↑  مثلِ سیّد حسن جلایر در گفتگویی («سینما در ایران جدی گرفته نشده است». فیلم (۱۴): ۱۳. تیر ۱۳۶۳.) و سیروس مقدّم نزدِ علی خامنه‌ای و بهمن فرمان‌آرا که گفتهٔ همانندی دارد: «. . . در گذشته راجع به جاهل‌ها و فواحش فیلم‌های مزخرف ساخته می‌شد و حالا راجع به مسائل اخلاقی، فیلم‌های مزخرف ساخته می‌شود.» (درستکار، رضا (۱۳۸۱). بهمن فرمان‌آرا: زندگی و آثار؛ به انضمام فیلمنامه کامل خانه‌ای روی آب. تهران: انتشارات قطره. ص. ۲۰۷. شابک ۹۶۴-۳۴۱-۱۷۳-۷.)
4. ↑  بیضایی مقالهٔ ۱۹ خردادِ ۱۳۵۸ خود در روزنامهٔ آیندگان را چنین آغاز کرد: «تآتر یک گفت‌وگوی اندیشیده‌ی جمعی‌ست که در برابرِ جمع صورت می‌گیرد. بنا بر این مثلِ هر گفت‌وگویی در جهانِ آزاد می‌باید بدونِ محدودیّت، بدونِ تفتیش، بدونِ تهدید، و بدونِ تحمیل انجام شود. قاضیِ آن جمعِ تماشاگران خواهد بود.»

### ارجاعات
1. ↑  نقره‌کار، «بخشی از تاریخ جنبش روشنفکری ایران»، ۶۷.
2. ↑  به‌آذین، «از هر دری . . .»، ۷۳.
3. ↑  مؤذن، «ده شب»، ۱۲۰.
4. ↑  −، «کانون نویسندگان ایران به روایت اسناد ساواک».
5. ↑  Karimi-Hakkak، «Protest and Perish: A History of the Writers' Association of Iran»، 206.
6. ↑  تیره‌گل، «روایتی از ادبیات فارسی در تبعید»، ۱:‎ ۳۱۸.
7. ↑  زندیان، «بازخوانی ده شب»، ۱۴۷.
8. ↑  زندیان، «بازخوانی ده شب»، ۱۸۱.
9. ↑  بیضایی و  −، «آزادی می‌خواستند برای سانسور دیگران»، ۱۳۳.
10. ↑  Naficy, A Social History of Iranian Cinema, 2: 420.
11. ↑  تیره‌گل، «روایتی از ادبیات فارسی در تبعید»، ۱:‎ ۳۱۸.
12. ↑  ستاری، «در بی‌دولتی فرهنگ»، ۱۵۲.
13. ↑  مجابی، «شکل نوشتنم هستم»، ۳۳۷.
14. ↑  مسعودی‌نیا، «۱۰ شب در یک نگاه»، ۷.
15. ↑  ابراهیمی، «شب‌های شعر گوته و انقلاب اسلامی ایران»، ۱۴.
16. ↑  Naficy, A Social History of Iranian Cinema, 2: 420.
17. ↑  Naficy، A Social History of Iranian Cinema، 2: 420.
18. ↑  خسروپناه، «شب‌های نویسندگان و شاعران ایران»، ۱۰۷.
19. ↑  خسروپناه، «شب‌های نویسندگان و شاعران ایران»، ۲۴.
20. ↑  خسروپناه، «شب‌های نویسندگان و شاعران ایران»، ۹۷.
21. ↑  لنگرودی، «تاریخ تحلیلی شعر نو»، ۴:‎ ۵۱۲.
22. ↑  مؤذن، «ده شب»، ۲۵۹.
23. ↑  خسروپناه، «شب‌های نویسندگان و شاعران ایران»، ۱۳۷.
24. ↑  خسروپناه، «شب‌های نویسندگان و شاعران ایران»، ۱۰۶–۱۰۷.
25. ↑  تیره‌گل، «روایتی از ادبیات فارسی در تبعید»، ۱:‎ ۳۱۸.
26. ↑  −، «کانون نویسندگان ایران به روایت اسناد ساواک»، ۲۶۱.
27. ↑  خسروپناه، «شب‌های نویسندگان و شاعران ایران»، ۱۰.
28. ↑  مؤذن، «ده شب»، ۱۲۲.
29. ↑  ستاری، «در بی‌دولتی فرهنگ»، ۱۵۷–۱۵۸.
30. ↑  مهرابی، «تاریخ سینمای ایران: از آغاز تا سال ۱۳۵۷»، ۴۷۲.
31. ↑  ««هنر تأتر، تجلی‌گاه واقعیات زمانه»». آبنوس. شمارهٔ ۲.
32. ↑  زندیان، «بازخوانی ده شب»، ۱۴۷.
33. ↑  زندیان، «بازخوانی ده شب»، ۱۸۱.
34. ↑  تیره‌گل، «روایتی از ادبیات فارسی در تبعید»، ۱:‎ ۳۱۸.
35. ↑  بزرگیان، «بهرام، پسر ایران»، ۷۱.
36. ↑  مهاجری، «۱۳۴۸»، ۲۸.
37. ↑  حجتی، «ده شبی که تهران را تکان داد»، ۱۲.
38. ↑  زندیان، «بازخوانی ده شب»، ۴۵–۴۶.
39. ↑  کیانیان و  خلج، «یک عمر کودکی»، ۴۰.
40. ↑  دولت‌آبادی، «عباس آقا تو خیلی شبیه هدایت هستی!»، ۲۳۵.
41. ↑  زندیان، «بازخوانی ده شب»، ۳۴.
42. ↑  Talajooy، Iranian Culture in Bahram Beyzaie’s Cinema and Theatre، 72.
43. ↑  زندیان، «بازخوانی ده شب»، ۶۸.
44. ↑  سپانلو، «سرگذشت کانون نویسندگان ایران»، ۹۲.
45. ↑  عشقی، «عشق سترون و روایت رسمی از تاریخ»، ۷۵.